# Boneia bidens
Boneia bidens — вид рукокрилих, родини Криланових.

## Поширення, поведінка
Цей вид мешкає на острові Сулавесі і прилеглих островах, Індонезія. Висота проживання: від 200 до 1060 м над рівнем моря. Лаштує сідала в печерах. 